# Tamara Pyrkova
Tamara Petrovna Pyrkova (nacida el 18 de febrero de 1939 en Rostov del Don) es una exjugadora de baloncesto rusa. Consiguió 6 medallas en competiciones oficiales con URSS.